# Le Lauzet-Ubaye
 Le Lauzet-Ubaye  es una localidad y comuna de Francia, en la región de Provenza-Alpes-Costa Azul, departamento de Alpes de Alta Provenza, en el distrito de Barcelonnette y zona oeste del valle del río Ubaye.

## Demografía
| 293 | 253 | 221 | 241 | 212 | 203 |
| Para los censos de 1962 a 1999 la población legal corresponde a la población sin duplicidades (Fuente: INSEE [Consultar]) |     |     |     |     |     |

## Lugares de interés
- Iglesia de Saint Laurent
- Puente románico
- El dolmen de Villard
- El lago de Lauzet